# Розтокі (Підкарпатське воєводство)
Розтокі (пол. Roztoki) — село в Польщі, у гміні Тарновець Ясельського повіту Підкарпатського воєводства.
Населення — 447 осіб (2011).
У 1975-1998 роках село належало до Кросненського воєводства.

## Демографія
Демографічна структура станом на 31 березня 2011 року:
|          | Загалом | Допрацездатний вік | Працездатний вік | Постпрацездатний вік |
| -------- | ------- | ------------------ | ---------------- | -------------------- |
| Чоловіки | 213     | 42                 | 138              | 33                   |
| Жінки    | 234     | 43                 | 125              | 66                   |
| Разом    | 447     | 85                 | 263              | 99                   |